# Naintsch
Naintsch là một đô thị thuộc huyện Weiz thuộc bang Steiermark, nước Áo. Đô thị Naintsch có diện tích 27,58 km², dân số thời điểm cuối năm 2005 là 655 người.